# La familia de mi esposo
La familia de mi esposo (Kocamın Ailesi en Turquía) es una serie de televisión turca de 2014, producida por Mia Yapım y emitida por Fox Turquía. Es una adaptación del drama coreano My Husband Got a Family.

## Trama
Tarık es un joven médico adoptado criado en Alemania. Junto con su esposa Yonca se mudan a un complejo de apartamentos y conocen a Mukadder, una matriarca turca tradicional con un pasado trágico, esto porque su hijo fue secuestrado hace 25 años.

## Reparto
- Gökhan Alkan como Tarık Uygun / Engin Ar.
- Yeliz Kuvancı como Güneş.
- Selen Seyven como Yonca Uygun.
- Ayşenil Şamlıoğlu como Mukadder Ar.
- Erman Okay como Zafer Ar.
- Şehsuvar Aktaş como Gazanfer Ar.
- Durul Bazan como Cücü.
- Yeşim Salkım como Şeniz Ar.
- Yıldız Kültür como Hikmet Ar.
- Zuhal Yalçın como Esma Tarhan.
- Füsun Kostak como Tülay Ar.
- Seray Kaya/Seçil Buket Akıncı como Miray Ar.
- Buse Arslan como Gülay Ar.
- Ahmet Kayakesen como Fatih Saraçlı.
- Genco Özak como Can Tarhan.
- Melisa Doğu como Fulden.
- Kadir Kandemir como Hakan Okay.
- Beren Gökyıldız como Pelin Okay.
- Murat Okay como Rıza Bakır.
- Tuğçe Kurşunoğlu como İpek.
- Kaan Küçük como Beki.
- Tamara Zeynep Aşkar
- Denizhan Kınacıgil como Ümit.

## Temporadas
| Temporada | Temporada | Episodios | Rango de episodios | Emisión original     | Emisión original        |
| Temporada | Temporada | Episodios | Rango de episodios | Inicio               | Final                   |
| --------- | --------- | --------- | ------------------ | -------------------- | ----------------------- |
|           | 1         | 51        | 1 - 51             | 3 de julio de 2014   | 25 de junio de 2015     |
|           | 2         | 6         | 52 - 57            | 7 de octubre de 2015 | 11 de noviembre de 2015 |

## Premios y nominaciones
| Año  | Premios               | Categoría             | Nominado(a)     | Resultado | Ref.  |
| ---- | --------------------- | --------------------- | --------------- | --------- | ----- |
| 2015 | Premios Altın Kelebek | Mejor actor infantil  | Beren Gökyıldız | Nominada  | [ 3 ] |
| 2015 | Premios Altın Kelebek | Mejor música de serie | Cem Özkan       | Nominado  | [ 3 ] |

## Versiones
- My Husband Got a Family (), versión original, estrenada en 2012.
- Mi marido tiene familia (), la versión mexicana de la serie, estrenada en 2017.